# Lista de municípios de Mato Grosso do Sul por população (2005)
Lista de municípios do Estado do Mato Grosso do Sul por população, em ordem decrescente, baseada em estimativa do IBGE para 1° de julho de 2005.

## Mais de 100.000 habitantes
|   | Município    | População |
| - | ------------ | --------- |
| 1 | Campo Grande | 749.768   |
| 2 | Dourados     | 183.096   |
| 3 | Corumbá      | 100.268   |

## Mais de 40.000 habitantes
|   | Município   | População |
| - | ----------- | --------- |
| 4 | Três Lagoas | 85.886    |
| 5 | Ponta Porã  | 67.190    |
| 6 | Aquidauana  | 46.007    |
| 7 | Naviraí     | 40.416    |

## Mais de 20.000 habitantes
|    | Município                | População |
| -- | ------------------------ | --------- |
| 8  | Paranaíba                | 39.424    |
| 9  | Nova Andradina           | 38.847    |
| 10 | Coxim                    | 33.021    |
| 11 | Amambaí                  | 31.697    |
| 12 | Sidrolândia              | 28.412    |
| 13 | Maracaju                 | 28.236    |
| 14 | Rio Brilhante            | 26.816    |
| 15 | Miranda                  | 24.781    |
| 16 | Jardim                   | 24.557    |
| 17 | Anastácio                | 24.066    |
| 18 | Bela Vista               | 23.411    |
| 19 | Cassilândia              | 21.282    |
| 20 | Aparecida do Taboado     | 20.426    |
| 21 | Ivinhema                 | 20.271    |
| 22 | Rio Verde de Mato Grosso | 20.057    |

## Mais de 10.000 habitantes
|    | Município            | População |
| -- | -------------------- | --------- |
| 23 | São Gabriel do Oeste | 19.820    |
| 24 | Caarapó              | 19.587    |
| 25 | Bataguassu           | 19.171    |
| 26 | Ribas do Rio Pardo   | 18.787    |
| 27 | Bonito               | 17.841    |
| 28 | Itaporã              | 17.740    |
| 29 | Nioaque              | 17.610    |
| 30 | Itaquiraí            | 17.449    |
| 31 | Ladário              | 17.401    |
| 32 | Fátima do Sul        | 17.204    |
| 33 | Costa Rica           | 16.318    |
| 34 | Chapadão do Sul      | 15.425    |
| 35 | Iguatemi             | 15.194    |
| 36 | Mundo Novo           | 14.271    |
| 37 | Camapuã              | 14.230    |
| 38 | Água Clara           | 13.819    |
| 39 | Porto Murtinho       | 13.634    |
| 40 | Coronel Sapucaia     | 13.562    |
| 41 | Brasilândia          | 12.963    |
| 42 | Terenos              | 12.705    |
| 43 | Guia Lopes da Laguna | 12.335    |
| 44 | Batayporã            | 12.288    |
| 45 | Sonora               | 11.839    |
| 46 | Nova Alvorada do Sul | 11.646    |
| 47 | Eldorado             | 11.080    |
| 48 | Paranhos             | 10.675    |

## Menos de 10.000 habitantes
|    | Município             | População |
| -- | --------------------- | --------- |
| 49 | Deodápolis            | 9.870     |
| 50 | Dois Irmãos do Buriti | 9.702     |
| 51 | Tacuru                | 9.647     |
| 52 | Glória de Dourados    | 8.873     |
| 53 | Inocência             | 8.687     |
| 54 | Pedro Gomes           | 8.670     |
| 55 | Bodoquena             | 8.522     |
| 56 | Sete Quedas           | 8.394     |
| 57 | Anaurilândia          | 8.384     |
| 58 | Aral Moreira          | 8.049     |
| 59 | Antônio João          | 7.892     |
| 60 | Santa Rita do Pardo   | 7.333     |
| 61 | Japorã                | 7.157     |
| 62 | Bandeirantes          | 6.585     |
| 63 | Angélica              | 6.430     |
| 64 | Selvíria              | 6.159     |
| 65 | Laguna Carapã         | 6.090     |
| 66 | Jaraguari             | 5.948     |
| 67 | Rio Negro             | 5.324     |
| 68 | Novo Horizonte do Sul | 5.050     |
| 69 | Caracol               | 5.007     |
| 70 | Rochedo               | 4.882     |
| 71 | Vicentina             | 4.837     |
| 72 | Juti                  | 4.798     |
| 73 | Douradina             | 4.726     |
| 74 | Corguinho             | 3.537     |
| 75 | Jateí                 | 3.470     |
| 76 | Figueirão             | 2.927     |
| 77 | Taquarussu            | 2.841     |
| 78 | Alcinópolis           | 2.148     |